# Kulgam (district)
Kulgam is een district van het Indiase unieterritorium Jammu en Kasjmir. Het district telt n/a inwoners (2001) en heeft een oppervlakte van n/a km².
Divisie Jammu:
Doda · Jammu · Kathua · Kishtwar · Poonch · Rajouri · Ramban · Reasi · Samba · Udhampur
Divisie Kasjmir:
Anantnag · Badgam · Bandipora · Baramulla · Ganderbal · Kulgam · Kupwara · Pulwama · Shopian · Srinagar